# Caubios-Loos
Caubios-Loos – miejscowość i gmina we Francji, w regionie Nowa Akwitania, w departamencie Pireneje Atlantyckie.
Według danych na rok 1990 gminę zamieszkiwało 349 osób, a gęstość zaludnienia wynosiła 48 osób/km² (wśród 2290 gmin Akwitanii Caubios-Loos plasuje się na 836. miejscu pod względem liczby ludności, natomiast pod względem powierzchni na miejscu 1261.).